# توف ستايرك
توف أنا لينيا أوتسمان ستايرك (Tove Anna Lennèa ötsman Styrke)أو فقط توف ستايرك (Tove Styrke) من مواليد 19 نوفمبر 1992.هي مغنية وكاتبة أغاني سويدية.كان صعودها إلي الشهرة بسبب مشاركتها بمسابقة اكتشاف المواهب الغنائية ٱيدول سنة 2009 في نسختها السويدية وحلولها فيه بالمركز الثالث.

## روابط خارجية
- توف ستايرك على موقع IMDb (الإنجليزية)
- توف ستايرك على موقع ميتاكريتيك (الإنجليزية)
- توف ستايرك على موقع روتن توميتوز (الإنجليزية)
- توف ستايرك على موقع ميوزك برينز (الإنجليزية)
- توف ستايرك على موقع أول ميوزيك (الإنجليزية)
- توف ستايرك على موقع ديسكوغز (الإنجليزية)
- توف ستايرك على موقع قاعدة بيانات الفيلم (الإنجليزية)